# تورواي سيثوثورن
تورواي سيثوثورن (مواليد 14 فبراير 1982) هو سبّاح تايلاندي، مثّل بلاده في الألعاب الأولمبية الصيفية 2000.

## روابط خارجية
تورواي سيثوثورن على موقع الاتحاد الدولي للسباحة (الإنجليزية)
- تورواي سيثوثورن على موقع أوليمبيديا (الإنجليزية)